# Ralph Gonsalves
Ralph Everard Gonsalves (Colonarie, 8 de agosto de 1946) é um político vicentino e atual primeiro-ministro de São Vicente e Granadinas e líder do Partido Trabalhista da Unidade (ULP).
Gonsalves é o mais longo chefe de governo desde que São Vicente e Granadinas se tornaram independentes em 1979. Tornou-se primeiro-ministro depois que seu partido ganhou um governo majoritário nas eleições gerais de 2001. Ele foi o primeiro primeiro-ministro da recém-construída ULP, após uma fusão do Partido Trabalhista de São Vicente e Granadinas e do Movimento pela Unidade Nacional.
Gonsalves é membro do Parlamento (MP) para o círculo eleitoral do North Central Windward desde 1994. Em 1994, após a formação do Partido Trabalhista da Unidade, tornou-se vice-líder, e tornou-se líder do partido em 1998.
Com Gonsalves como líder, o ULP conquistou a maioria no voto popular em todas as eleições gerais de 1998 a 2015, embora não tenha conseguido garantir a maioria dos assentos parlamentares nas eleições de 1998. Em 2020, o ULP venceu a eleição, mas não conquistou o voto popular. Em 7 de novembro de 2020, Gonsalves foi empossado para seu quinto mandato como primeiro-ministro.

## Carreira política

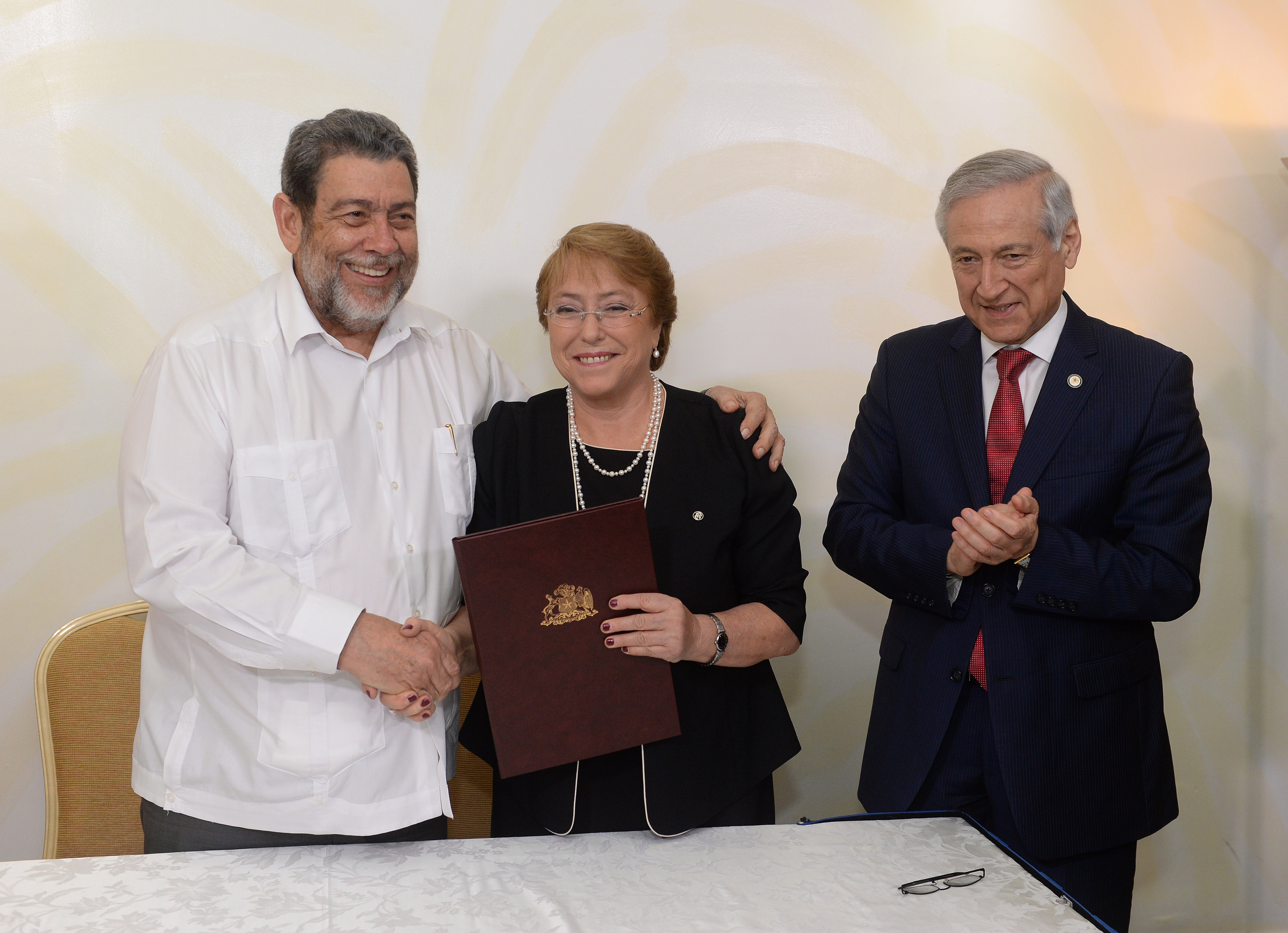
Chefe de Estado Ralph Everard Gonsalves reúne-se com líderes da CARICOM na Guiana

Gonsalves se envolveu em política na universidade, como presidente da Associação de Graduandos e Debates da Universidade das Índias Ocidentais. Em 1968, ele liderou um protesto estudantil contra a deportação do historiador e intelectual Walter Rodney pelo governo jamaicano.
Em 1994, Gonsalves tornou-se vice-líder do Partido Trabalhista de São Vicente e Granadina. Após a renúncia de Vincent Beache, Gonsalves tornou-se líder do partido em 1998. Gonsalves mais tarde liderou o Partido Trabalhista da Unidade para vencer as eleições gerais de 2001, tornando-se primeiro-ministro. Seu ULP foi reeleito nas eleições gerais de 2005. Nas eleições gerais de 2010,Gonsalves e o ULP foram reeleitos por pouco com 51,11% dos votos populares.
Gonsalves em uma reunião da CARICOM em 2016 com a presidente do Chile Michelle Bachelet e o ministro das Relações Exteriores do Chile, Heraldo Muñoz
Em 2009, Gonsalves e a ULP lideraram uma campanha de referendo a favor da reforma constitucional que teria abolido a monarquia constitucional do país, substituindo Elizabeth II por um presidente não executivo. O referendo foi derrotado, com 55,64% dos eleitores rejeitando as mudanças. Em 3 de julho de 2020, Gonsalves foi eleito presidente da Comunidade caribenha sucedendo Mia Amor Mottley. Seu mandato de 6 meses terminou em 1 de janeiro de 2021, e ele foi sucedido pelo primeiro-ministro de Trindade e Tobago, Keith Rowley.
Em 2023, afirmou que gostaria de ver o seu país sem o absurdo de ter o rei britânico como chefe de estado durante a sua vida.

## Atentado
Na quinta-feira, 5 de agosto de 2021, em um protesto contra a vacinação obrigatória contra a COVID-19 organizado por sindicatos que representam enfermeiros, policiais e outros trabalhadores, Gonsalves foi atacado com um projétil perto da entrada do Parlamento. Ele sofreu ferimentos visíveis na cabeça no ataque, no entanto, eles pareciam não ser letais. O ataque ocorreu durante um grande protesto contra máscaras e vacinas no país. Gonsalves foi rapidamente levado para o hospital, onde foi confirmado que ele estava em condições estáveis.

## Vida pessoal
Gonsalves foi casado duas vezes; atualmente ele é casado com Eloise Harris. Ele tem dois filhos em seu primeiro casamento, Camilo e Adão; um filho com sua segunda esposa, Storm; e duas filhas, Ísis e Soleil.

## Livros
- The spectre of imperialism : the case of the Caribbean ( University of the West Indies; 128 pages, 1976) O espectro do imperialismo: o caso do Caribe (Universidade das Índias Ocidentais, 128 páginas, 1976)
- The non- capitalist path of development: Africa and the Caribbean (One Caribbean Publishers; 1981) A não-capitalista caminho do desenvolvimento: África e do Caribe (Um Caribe Publishers; 1981)
- History and the future: a Caribbean perspective (169 pages, 1994) História e do futuro: uma perspectiva Caribe (169 páginas, 1994)
- Notes on some basic ideas in Marxism-Leninism (University of the West Indies; 56 pages) Notas sobre algumas idéias básicas no marxismo-leninismo (Universidade das Índias Ocidentais; 56 páginas)